# Гендриховце
Гендриховце або Гендріховце (словац. Hendrichovce) — село в Словаччині, Пряшівському окрузі Пряшівського краю. Розташоване в північній частині східної Словаччини, у Шариській височині в долині річки Свінка (Велика Свінка).
Уперше згадується у 1320 році.
У селі є римо-католицький костел з другої половини 14 століття в стилі готики, новий римо-католицький костел з 2005 року, палац-садиба з 1832 року в стилі класицизму.

## Населення
| Рік:            | 1994. | 2004.   | 2014.    | 2024.    |
| --------------- | ----- | ------- | -------- | -------- |
| Кількість осіб: | 208   | 217     | 246      | 287      |
| Різниця:        |       | +4,32 % | +13,36 % | +16,66 % |

| Рік:            | 2023. | 2024.   |
| --------------- | ----- | ------- |
| Кількість осіб: | 273   | 287     |
| Різниця:        |       | +5,12 % |

У селі проживає 244 особи.